# دوج سری دی
دوج سری دی (Dodge D Series) یک سری خودرو است که در سال‌های ۱۹۶۱ تا ۱۹۹۳در ایالات متحده آمریکا، بوئنوس آیرس و آرژانتین تولید شده‌است. طراحی آن موتور جلو، توزیع نیروی پیشران، خودرو چهار چرخ محرک بوده است. 